# Jeremain Lens
Jeremain Marciano Lens (* 24. listopadu 1987 Amsterdam) je bývalý nizozemský profesionální fotbalista, který hrál na pozici křídelníka či útočníka. Mezi lety 2010 a 2017 odehrál také 34 utkání v dresu nizozemské reprezentace, ve kterých vstřelil 8 branek. Účastník Mistrovství světa 2014 v Brazílii.

## Reprezentační kariéra
Jeremain Lens byl členem nizozemských mládežnických výběrů.
V A-mužstvu Nizozemska debutoval pod trenérem Bertem van Marwijkem 11. srpna 2010 v přátelském zápase s Ukrajinou v Kyjevě. Nastoupil na hřiště v základní sestavě, Nizozemci remizovali s východoevropským soupeřem 1:1 a Lens vstřelil zároveň svůj premiérový gól v národním týmu.
Trenér Louis van Gaal jej vzal na Mistrovství světa 2014 v Brazílii. Nizozemci se dostali do boje o třetí místo proti Brazílii, vyhráli 3:0 a získali bronzové medaile.